# Villa Santo Stefano
Villa Santo Stefano är en ort och kommun i provinsen Frosinone i regionen Lazio i Italien. Kommunen hade 1 701 invånare (2018).